# Patrick Sercu
Patrick Sercu (Roeselare, 27 de junho de 1944 - 19 de abril de 2019) foi um desportista belga que competiu em ciclismo na modalidade de pista, especialista nas provas de velocidade individual e contrarrelógio; ainda que também disputou carreiras de estrada.
Participou nos Jogos Olímpicos de 1964, obtendo uma medalha de ouro na prova do quilómetro contrarrelógio e o 5º lugar em velocidade individual.
Ganhou cinco medalhas no Campeonato Mundial de Ciclismo em Pista entre os anos 1963 e 1969.
Entre as suas vitórias em estrada contam 13 etapas do Giro d'Italia e 6 etapas do Tour de France, incluindo o maillot verde da classificação por pontos do Tour de France de 1974.

## Biografia
Filho de outro afamado ciclista, Albert Sercu, foi profissional de 1965 a 1983 e compartilhou a pista com a estrada. Possui o recorde de vitórias em carreiras de Seis Dias, com 88 triunfos. Foi campeão olímpico do quilómetro nos Jogos Olímpicos de 1964 e campeão mundial de velocidade em 1963, 1967 e 1969.
Depois da sua retirada da competição, tem sido o director do velódromo de Gante e organizador dos Seis Dias de Gante. Seu filho, Christophe Sercu, dirige a equipa Topsport Vlaanderen-Baloise.

## Medalheiro internacional
| Jogos Olímpicos    | Jogos Olímpicos            | Jogos Olímpicos  | Jogos Olímpicos           |
| Ano                | Lugar                      | Medalha          | Competição                |
| ------------------ | -------------------------- | ---------------- | ------------------------- |
| 1964               | Tokio ( Japão)             | Medalha de ouro  | 1 km contrarrelógio       |
| Campeonato Mundial |                            |                  |                           |
| Ano                | Lugar                      | Medalha          | Competição                |
| 1963               | Rocourt ( Bélgica)         | Medalha de ouro  | Velocidade individual (A) |
| 1965               | San Sebastián ( Espanha)   | Medalha de prata | Velocidade individual (P) |
| 1967               | Ámsterdam ( Países Baixos) | Medalha de ouro  | Velocidade individual (P) |
| 1968               | Roma ( Itália)             | Medalha de prata | Velocidade individual (P) |
| 1969               | Amberes ( Bélgica)         | Medalha de ouro  | Velocidade individual (P) |

## Palmarés

### Estrada
| 1969 - 1 etapa da Tirreno-Adriático 1970 - 1 etapa do Giro d'Italia - Giro de Cerdeña, mais 1 etapa - 1 etapa da Tirreno-Adriático 1971 - 2 etapas do Giro d'Italia - 1 etapa do Tour de Romandia - 1 etapa do Giro de Cerdeña 1972 - Campeonato de Flandres - Circuito de Houtland - 1 etapa do Giro de Cerdeña - 1 etapa da Tirreno-Adriático 1973 - 1 etapa do Giro d'Italia - 1 etapa do Giro de Puglia - Sassari-Cagliari - Elfstedenronde 1974 - 3 etapas do Tour de France, e classificação por pontos - 3 etapas do Giro d'Italia - Bruxelles-Ingooigem - Circuito das Ardenas Flamencas– Ichtegem - 3 etapas do Giro de Cerdeña - De Kustpijl Heist | 1975 - 3 etapas do Giro d'Italia - 1 etapa do Giro de Cerdeña - 1 etapa da Tirreno-Adriático - 2 etapas do Tour de Romandia - Circuito das Ardenas Flamencas– Ichtegem 1976 - 1 etapa do Giro de Cerdeña - 1 etapa do Giro de Puglia - 3 etapas do Giro d'Italia 1977 - Kuurne-Bruxelas-Kuurne - 2 etapas do Giro de Cerdeña - 4 etapas do Dauphiné Libéré - 2 etapas da Paris-Nice - 2 etapas do Tour do Mediterrâneo - 3 etapas do Tour de France 1978 - 1 etapa da Volta à Bélgica 1979 - 1 etapa da Volta à Alemanha |

### Pista
| 1964 - Campeonato Olímpico do Quilómetro 1965 - Campeão de Europa em omnium - 2º no Campeonato do Mundo de velocidade - 1º nos Seis dias de Gante (com Eddy Merckx) 1966 - Campeonato da Bélgica em omnium - Campeonato da Bélgica em madison (com Eddy Merckx) - 1º nos Seis dias de Frankfurt (com Klaus Bugdahl) 1967 - Campeonato do Mundo de velocidade - Campeão de Europa em omnium - Campeonato da Bélgica de velocidade - Campeonato da Bélgica em omnium - Campeonato da Bélgica em madison (com Eddy Merckx) - 1º nos Seis dias de Charleroi (com Ferdinand Bracke) - 1º nos Seis dias de Colónia (com Klaus Bugdahl) - 1º nos Seis dias de Gante (com Eddy Merckx) - 1º nos Seis dias de Montreal (com Emile Severeyns) - 1º nos Seis dias de Münster (com Klaus Bugdahl) 1968 - Campeão de Europa em omnium - Campeão de Europa em Madison (com Peter Pós) - Campeonato da Bélgica de velocidade - Campeonato da Bélgica em omnium - Campeonato da Bélgica em madison (com Eddy Merckx) - 2º no Campeonato do Mundo de velocidade - 3º no Campeonato de Europa em Madison (com Klaus Bugdahl) - 1º nos Seis dias de Dortmund (com Rudi Altig) - 1º nos Seis dias de Frankfurt (com Rudi Altig) - 1º nos Seis dias de Londres (com Peter Pós) - 1º nos Seis dias de Rotterdam (com Peter Pós) 1969 - Campeonato do Mundo de velocidade - Campeão de Europa em Madison (com Eddy Merckx) - Campeão de Europa em omnium - Campeonato da Bélgica de velocidade - Campeonato da Bélgica em madison (com Rik Van Looy) - 1º nos Seis dias de Amberes (com Peter Pós e Rik Van Looy) - 1º nos Seis dias de Bremen (com Peter Pós) - 1º nos Seis dias de Charleroi (com Norbert Seeuws) - 1º nos Seis dias de Dortmund (com Peter Pós) - 1º nos Seis dias de Frankfurt (com Peter Pós) - 1º nos Seis dias de Londres (com Peter Pós) 1970 - Campeão de Europa em Madison (com Eddy Merckx) - Campeão de Europa em omnium - Campeonato da Bélgica em madison (com Norbert Seeuws) - 1º nos Seis dias de Bremen (com Peter Pós) - 1º nos Seis dias de Colónia (com Peter Pós) - 1º nos Seis dias de Gante (com Jean-Pierre Monseré) - 1º nos Seis dias de Londres (com Peter Pós) 1971 - Campeão de Europa em omnium - Campeonato da Bélgica em omnium - Campeonato da Bélgica em madison (com Jean-Pierre Monseré) - 3º no Campeonato de Europa em Madison (com Graeme Gilmore) - 1º nos Seis dias de Berlim (com Peter Pós) - 1º nos Seis dias de Frankfurt (com Peter Pós) - 1º nos Seis dias de Gante (com Roger De Vlaeminck) - 1º nos Seis dias de Londres (com Peter Pós) - 1º nos Seis dias de Rotterdam (com Peter Pós) 1972 - Campeão de Europa em omnium - Campeonato da Bélgica em omnium - Campeonato da Bélgica em madison (com Roger De Vlaeminck) - 2º no Campeonato de Europa em madison (com Julien Stevens) - 1º nos Seis dias de Dortmund (com Alain Van Lancker) - 1º nos Seis dias de Gante (com Julien Stevens) - 1º nos Seis dias de Londres (com Tony Gowland) 1973 - Campeão de Europa em omnium - Campeonato da Bélgica em madison (com Julien Stevens) - 1º nos Seis dias de Colónia (com Alain Van Lancker) - 1º nos Seis dias de Dortmund (com Eddy Merckx) - 1º nos Seis dias de Gante (com Graeme Gilmore) - 1º nos Seis dias de Grenoble (com Eddy Merckx) - 1º nos Seis dias de Milão (com Julien Stevens) 1974 - Campeonato da Bélgica em omnium - Campeonato da Bélgica em madison (com Eddy Merckx) - 1º nos Seis dias de Amberes (com Eddy Merckx) - 1º nos Seis dias de Dortmund (com René Pijnen) - 1º nos Seis dias de Londres (com René Pijnen) | 1975 - Campeão de Europa em Madison (com René Pijnen) - Campeão de Europa em omnium - Campeonato da Bélgica em madison (com Eddy Merckx) - 1º nos Seis dias de Amberes (com Eddy Merckx) - 1º nos Seis dias de Berlim (com Dietrich Thurau) - 1º nos Seis dias de Bremen (com René Pijnen) - 1º nos Seis dias de Gante (com Eddy Merckx) - 1º nos Seis dias de Grenoble (com Eddy Merckx) - 1º nos Seis dias de Zurique (com Günter Haritz) 1976 - Campeão de Europa em omnium - Campeonato da Bélgica em omnium - Campeonato da Bélgica em madison (com Eddy Merckx) - Campeonato da Bélgica depois de moto - 1º nos Seis dias de Amberes (com Eddy Merckx) - 1º nos Seis dias de Dortmund (com Freddy Maertens) - 1º nos Seis dias de Maastricht (com Graeme Gilmore) - 1º nos Seis dias de Milão (com Francesco Moser) - 1º nos Seis dias de Rotterdam (com Eddy Merckx) 1977 - Campeão de Europa em omnium - Campeão de Europa depois de moto - Campeão de Europa de Derny - Campeonato da Bélgica em omnium - Campeonato da Bélgica em madison (com Ferdi Van Den Haute) - 3º no Campeonato de Europa em Madison (com Klaus Bugdahl) - 1º nos Seis dias de Amberes (com Freddy Maertens) - 1º nos Seis dias de Berlim (com Eddy Merckx) - 1º nos Seis dias de Copenhaga (com Ole Ritter) - 1º nos Seis dias de Gante (com Eddy Merckx) - 1º nos Seis dias de Londres (com René Pijnen) - 1º nos Seis dias de Maastricht (com Eddy Merckx) - 1º nos Seis dias de Munique (com Eddy Merckx) - 1º nos Seis dias de Zurique (com Eddy Merckx) 1978 - Campeão de Europa em Madison (com Eddy Merckx) - Campeonato da Bélgica em omnium - 1º nos Seis dias de Berlim (com Dietrich Thurau) - 1º nos Seis dias de Frankfurt (com Dietrich Thurau) - 1º nos Seis dias de Gante (com Gerrie Knetemann) - 1º nos Seis dias de Grenoble (com Dietrich Thurau) - 1º nos Seis dias de Munique (com Gregor Braun) 1979 - Campeão de Europa em Madison (com Gregor Braun) - Campeonato da Bélgica em omnium - 2º no Campeonato de Europa depois de moto - 2º no Campeonato de Europa em omnium - 1º nos Seis dias de Berlim (com Dietrich Thurau) - 1º nos Seis dias de Colónia (com Gregor Braun) - 1º nos Seis dias de Dortmund (com Dietrich Thurau) - 1º nos Seis dias de Londres (com Albert Fritz) - 1º nos Seis dias de Munique (com Dietrich Thurau) - 1º nos Seis dias de Rotterdam (com Albert Fritz) - 1º nos Seis dias de Zurique (com Albert Fritz) - 1º nos Seis dias de Hannover (com Albert Fritz) 1980 - Campeão de Europa em omnium - 2º no Campeonato de Europa depois de moto - 3º no Campeonato de Europa em Madison (com Dietrich Thurau) - 1º nos Seis dias de Berlim (com Gregor Braun) - 1º nos Seis dias de Bremen (com Albert Fritz) - 1º nos Seis dias de Copenhaga (com Albert Fritz) - 1º nos Seis dias de Dortmund (com Gregor Braun) - 1º nos Seis dias de Gante (com Albert Fritz) - 1º nos Seis dias de Herning (com Gert Frank) - 1º nos Seis dias de Milão (com Giuseppe Saronni) 1981 - 2º no Campeonato da Bélgica aos pontos - 3º no Campeonato de Europa em omnium - 1º nos Seis dias de Colónia (com Albert Fritz) - 1º nos Seis dias de Copenhaga (com Albert Fritz) - 1º nos Seis dias de Gante (com Gert Frank) - 1º nos Seis dias de Grenoble (com Urs Freuler) - 1º nos Seis dias de Milão (com Francesco Moser) 1982 - Campeonato da Bélgica em omnium - 1º nos Seis dias de Berlim (com Maurizio Bidinost) - 1º nos Seis dias de Amberes (com Roger De Vlaeminck) - 1º nos Seis dias de Copenhaga (com René Pijnen) - 1º nos Seis dias de Munique (com René Pijnen) - 1º nos Seis dias de Rotterdam (com René Pijnen) 1983 - Campeão de Europa em Madison (com René Pijnen) - 1º nos Seis dias de Rotterdam (com René Pijnen) - 1º nos Seis dias de Copenhaga (com Gert Frank) |

## Resultados nas grandes voltas
| Carreira           | 1966 | 1967 | 1968 | 1969 | 1970 | 1971 | 1972 | 1973 | 1974 | 1975 | 1976 | 1977 | 1978 | 1979 | 1980 | 1981 | 1982 | 1983 |
| ------------------ | ---- | ---- | ---- | ---- | ---- | ---- | ---- | ---- | ---- | ---- | ---- | ---- | ---- | ---- | ---- | ---- | ---- | ---- |
| Giro d'Italia      | -    | -    | -    | -    | 90º  | 69º  | Ab.  | 97º  | Ab.  | 67º  | Ab.  | -    | -    | -    | -    | -    | -    | -    |
| Tour de France     | -    | -    | -    | -    | -    | -    | -    | -    | 89º  | -    | -    | Ab.  | -    | -    | -    | -    | -    | -    |
| Volta a Espanha    | -    | -    | -    | -    | -    | -    | -    | -    | -    | -    | -    | -    | -    | -    | -    | -    | -    | -    |
| Mundial em Estrada | -    | -    | -    | -    | -    | -    | -    | -    | -    | -    | -    | -    | -    | -    | -    | -    | -    | -    |

-: não participa

Ab.: abandono